# Gus Halper
Gus Halper (New York, 2 juli 1992) is een Amerikaans acteur. Hij speelde in diverse films en series, waaronder Goat, Fear the Walking Dead en Law & Order: Organized Crime.

## Filmografie

### Film
- 2013: Rémy, als Emmanuel Remy
- 2014: Galyntine, als Kyree
- 2015: Ricki and the Flash, als ongeduldige reiziger
- 2015: Kingmakers, als Eli
- 2016: Goat, als Chance
- 2016: Couch, als Jeff
- 2017: Guy, als Guy
- 2018: Maine, als Dragon
- 2019: Cold Pursuit, als Anton 'Bone' Dinckel
- 2019: Safe Space, als Jacques
- 2020: Holler, als Blaze
- 2020: Winning Streak, als Tyson Drake
- 2023: Rustin, als Tom Kahn

### Televisie
- 2002: The Suite Life of Hudson & James, als Warren (stemrol)
- 2015: Public Morals, als Sergio Tedesco
- 2016: Power, als Alby
- 2016: Chicago P.D., als Oliver Tuxhorn
- 2017: Mercy Street
- 2017: Law & Order True Crime, als Erik Menendez
- 2017-2018: Happy!, als Mikey Scaramucci
- 2018: Madam Secretary, als Nathan Cleminger
- 2019: Ramy, als Shawn
- 2019: Jett, als Neal
- 2019: Dickinson, als Joseph
- 2020: Love Life, als Danny Two Phones
- 2021: Evil, als Graham Lucian
- 2021: Fear the Walking Dead, als Will
- 2022: The Lip Sync Fables, als prins
- 2022-2023: Law & Order: Organized Crime, als Teddy Silas